# The Caretaker (musicus)
James Leyland Kirby (Stockport, 9 mei 1974), bekend onder zijn artiestennaam The Caretaker, is een Brits ambientartiest die bekend werd van de zes uur durende albumreeks Everywhere at the End of Time (die liep van 2016 tot en met 2019).

## Discografie
- Selected Memories of the Haunted Ballroom (1999)
- A Stairway to the Stars (2001)
- We'll All Go Riding on a Rainbow (2003)
- Additional Pure Anterograde Amnesia (2005)
- Additional Amnesiac Memories (2006)
- Persistent Repetition of Phrases (2008)
- An Empty Bliss Beyond This World (2011)
- Patience (After Sebald) (2012)
- Extra Patience (After Sebald) (2012)
- Everywhere at the End of Time (2016 t/m 2019)
- Take Care. It's a Desert Out There... (2017)
- Everywhere, an Empty Bliss (2019)